# Melanagromyza malevola
Melanagromyza malevola är en tvåvingeart som beskrevs av Spencer 1981. Melanagromyza malevola ingår i släktet Melanagromyza och familjen minerarflugor.
Artens utbredningsområde är Kalifornien. Inga underarter finns listade i Catalogue of Life.